# Alexis Simon Belle

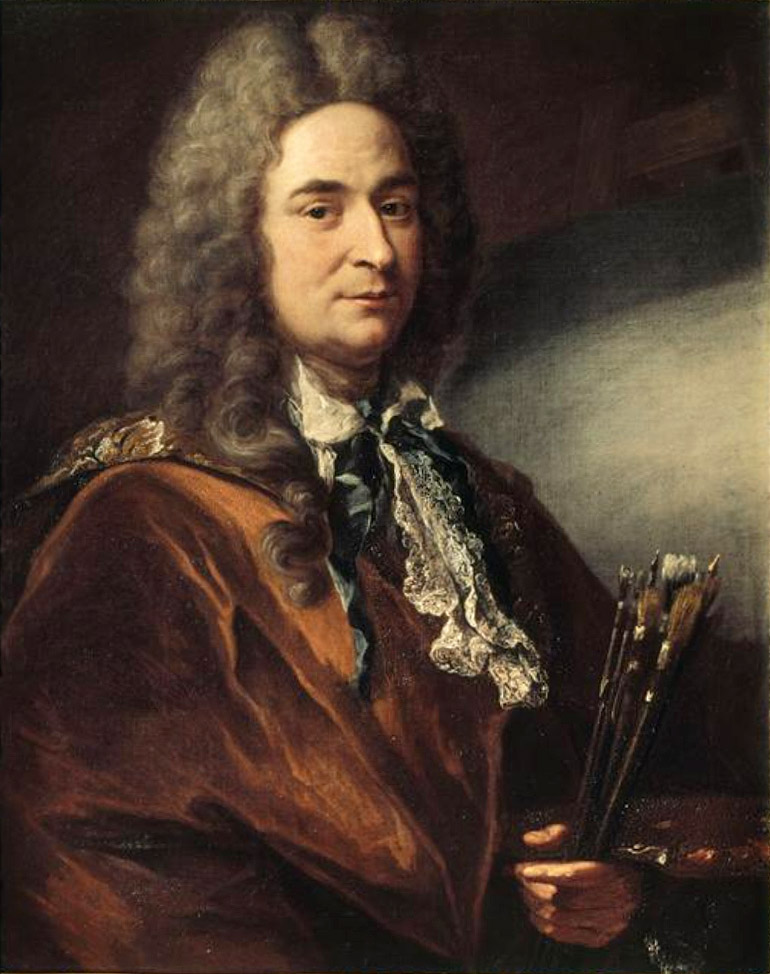
Alexis-Simon Belle, Selbstporträt, Schloss Versailles

Alexis-Simon Belle (* 12. Januar 1674 in Paris; † 21. November 1734 ebenda) war französischer Maler, vor allem bekannt geworden durch seine Porträts französischer und jakobitischer Adeliger.

## Leben
Belle wurde als zweites Kind und einziger Sohn von Jean-Baptiste Belle (geboren vor 1642, gestorben 1703), ebenfalls Maler, und seiner Frau Anne (gestorben 1705) geboren. Belles Geburt und Taufe wurde im Kirchenbuch von Saint-Sulpice notiert.

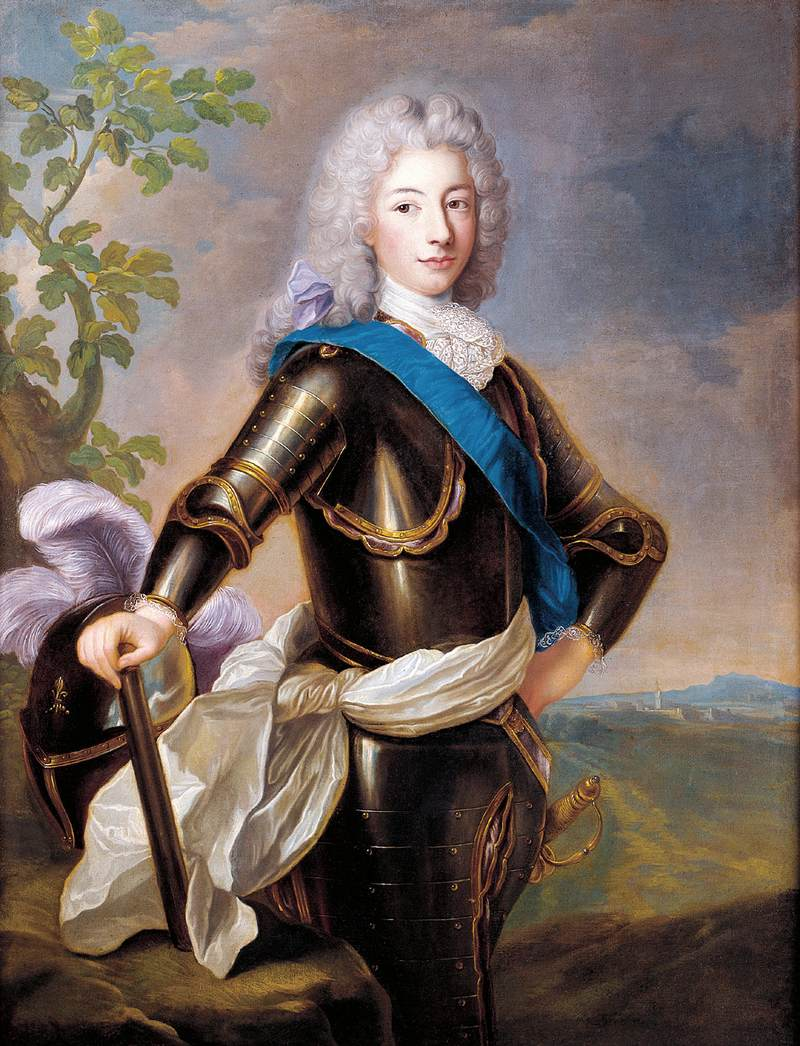
Porträt des Louis François I de Bourbon, Prinz von Conti von Alexis-Simon Belle

Belle studierte zunächst bei seinem Vater, bevor er in das Atelier von François de Troy (1645/1646 bis 1730) wechselte, einem Maler am Hofe von Jakob II. von England im Exil in Saint-Germain-en-Laye. Auch Einflüsse durch Hyacinthe Rigaud und Nicolas de Largillière mögen bestehen.
Seine produktive Phase begann dort in den Jahren 1698 bis 1701. Dies war eine kurze Friedensperiode zwischen Frankreich und Großbritannien, in der die Jakobiten frei über den Ärmelkanal fahren und Porträts beispielsweise von James Edward Stuart und seiner Schwester Princess Louisa Maria transportieren konnten. Troy war ab 1700 Jakob II. einziger Porträtmaler am Hof, benötigte Hilfe und beauftragte seinen besten Schüler Belle, um die bei ihm in Auftrag gegebenen Arbeiten rechtzeitig fertigzustellen.
Belle gewann im August 1700 den Prix de Rome, setzte aber seine Arbeiten in Saint-Germain fort, anstatt nach Italien zu reisen.
Am 12. November 1701 heiratete Belle die Miniaturmalerin Anne Chéron (1649–1718). Belle wechselte jetzt mit seiner Frau dauerhaft zu den Jakobiten. Nach Ausbruch des Krieges zwischen Großbritannien und Frankreich 1702 wurden die Porträts von James Edward Stuart ('The Old Pretender') und seiner Schwester erneut über den Ärmelkanal geschmuggelt. Belle führte weitere Arbeiten für Mitglieder der Königsfamilie und für den Augustinerorden in Paris aus. Mehrere Kopien von James Edward Stuart, in Rüstung und an der Kanalküste stehend und auf die Klippen von Dover zeigend, sind erhalten geblieben.
Belles bekanntestes Porträt von James Edward Stuart datiert aus dem Jahr 1712. Es ist unmittelbar vor seinem Weggang von Saint Germain nach Lothringen entstanden und zeigt ihn in einem Zelt in militärischer Kleidung. Dieses Bild manifestierte seine Rolle als Prätendent und wurde oft kopiert. In einer Gravur eines Bildes von François Chéreau wird Belle als peintre de S. M. Brit. (Maler der Britischen Majestät) beschrieben. 1713 signierte Chéreau ein Porträt von Belle, das Princessin Louisa Maria (die 1712 verstarb) darstellte. Dieses Bild hängt heute in Sizergh Castle in Cumbria.
In den 1720er Jahren wurde Belles Arbeit vom französischen Adel mehr und mehr wahrgenommen. Er malte den jungen Ludwig XV. Das Bild befindet sich heute in Versailles. Die meisten seiner Werke dieser Zeit sind signiert, das darauf deuten lässt, wie anerkannt sein Status in Frankreich war. Er nahm seine Tätigkeit für die Jakobiten wieder auf, und 1724 signierte er ein Porträt von Marie-Charlotte Sobieska (James Edward Stuarts Schwägerin) mit pictor regis Britann (Maler des Königs von England). (Das Bild ist jetzt in der Walters Art Gallery in Baltimore zu sehen.) 1731 erstellte Belle zwei Kopien der Porträts von James Edward Stuarts zwei Söhnen, Prinz Charles Edward Stuart und Prinz Henry Benedict Stuart.
Nach dem Tod seiner ersten Frau Anne heiratete er am 12. Januar 1722 Marie-Nicole Horthemels (geboren 1689, gestorben nach 1745), die ebenfalls Malerin und Graveurin war. Sie hatten zusammen zwei Söhne, die 1722 und 1726 geboren wurden, sowie eine Tochter (* 1730). Belle erwarb zusammen mit seiner neuen Frau Grund in Saint Germain, wo er sich jetzt überwiegend aufhielt, und auch in der rue du Four in Paris.
Die Schwester von Belles zweiter Frau, Louise-Madeleine Horthemels (1686–1767) war für über 50 Jahre eine wichtige Graveurin in Paris und die Mutter des Designers, Graveurs und Kunstkritikers Charles-Nicolas Cochin (1715–1790). Eine andere von Belles Schwägerinnen war Marie-Anne Horthemels, die ebenfalls in diesem Kunstbereich arbeitete und die Frau von Nicolas-Henri Tardieu (1674–1749) war, auch ein anerkannter Graveur und Mitglied der Académie royale de peinture et de sculpture. Die Familie Horthemels kam ursprünglich aus den Niederlanden, waren Nachkommen des holländischen Theologen Cornelius Jansen und hatten Verbindungen zum Pariser Abt der Port-Royal des Champs, dem Mittelpunkt des Jansenismus in Frankreich.

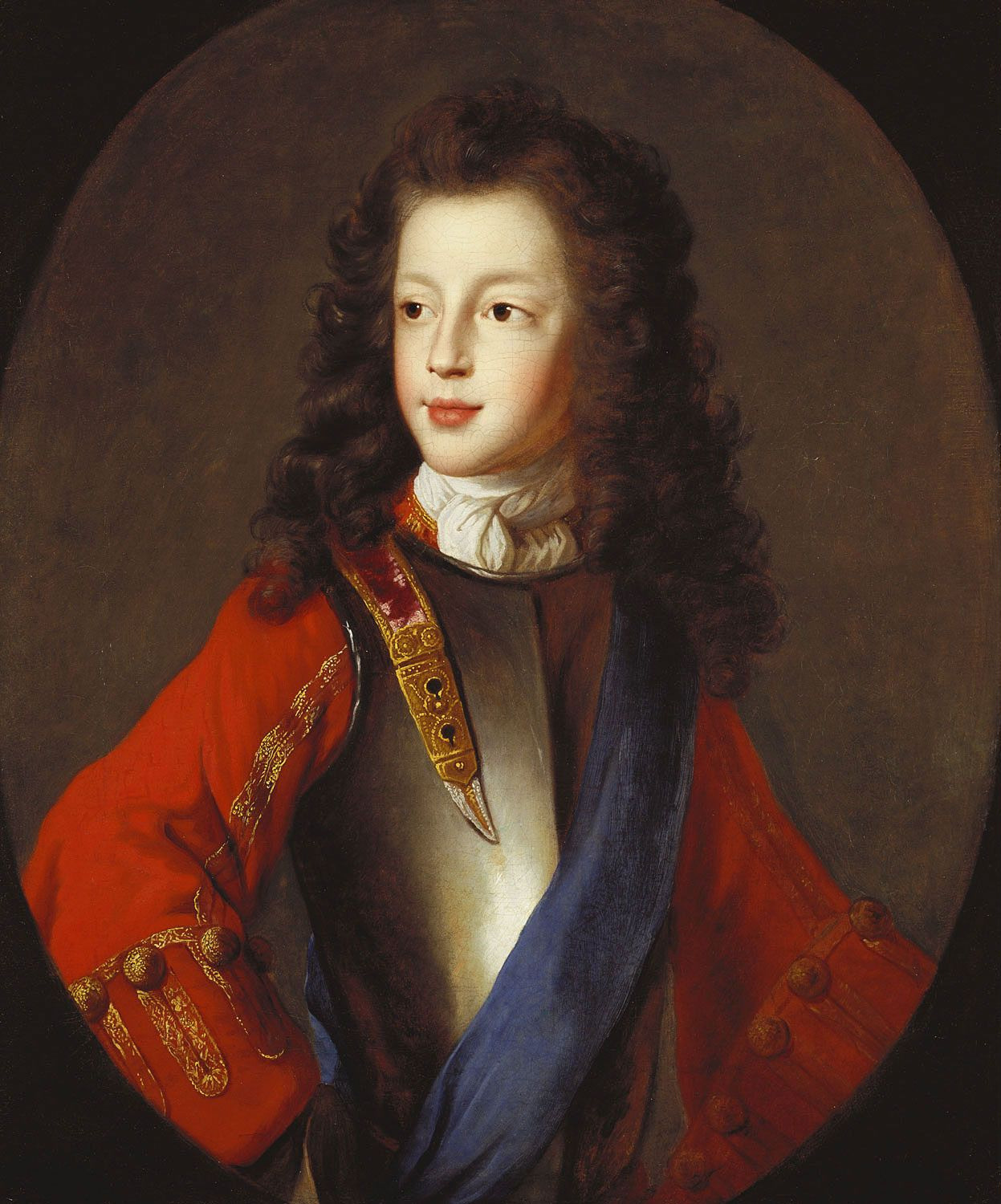
Prince James Francis Edward Stuart, um 1703, Belle zugeschriebenes Porträt in der Royal Collection

Belle und seine Frau Marie-Nicole waren die Eltern von Clément-Louis-Marie-Anne Belle (1722–1806), einem französischen Maler und Gestalter von Teppichen. Einer seiner Schüler war Jacques-André-Joseph Camelot Aved (1702–1766).
Als Belle 1734 starb, wurde er als „painter to the king in his Royal Academy of Painting and Sculpture, comptroller of clergy stipends and comptroller of poultry“ (Maler des Königs in der Königlichen Akademie der Malerei und Bildhauerei, Kontrolleur der geistlichen Studien und der Federviehhaltung) tituliert.
Belles Sohn Clément-Louis wurde Historienmaler. Nach dessen Tod 1806 wurde er als „Rector of the Special School of Painting, Sculpture, Architecture and Engraving, and Professor of Design to the Imperial Manufactury of Gobelins“ beschrieben.

## Arbeiten
Belle war in erster Linie ein Porträtmaler. Sein Werk umfasst:
- Allegorisches Porträt von Prince James Francis Edward Stuart und seiner Schwester Princess Louisa Maria Theresa, das den Prinzen als bewehrten Engel zeigt, der seine Schwester unter einem Cherubim-Schleier führt (1699), jetzt in der Royal Collection[7]
- Maria von Modena, um 1699, jetzt in Sizergh Castle in Cumbria.[1]
- Fürstin Louisa Maria Theresa Stuart, 1704[8]
- James Francis Edward Stuart, um 1700–1705 (zugeschrieben)[9]
- James Francis Edward Stuart, zeigt den Prinzen in Rüstung am Englischen Kanal, auf dem mehrere Kriegsschiffe zu sehen sind, stehend und auf die Klippen von Dover deutend. Daneben ein Page in polnischer Tracht (1703, jetzt im Collège des Ecossais, Paris)[1]
- Henry St. John, 1. Viscount Bolingbroke, um 1712[10]
- James Francis Edward Stuart, 1712[11]
- James Francis Edward Stuart mit den Insignien des Hosenbandordens, um 1714, Gemälde vermisst, aber durch den Kupferstich von Marie-Nicolle Horthemels bekannt[1]
- Elisabeth-Charlotte und ihr Sohn, Doppelporträt von Élisabeth Charlotte de Bourbon-Orléans und Franz I., datiert 1722, nun im Schloss Lunéville[12]
- John Law, zwischen 1715 und 1720 (zugeschrieben)[13]
- Louis François I. de Bourbon, prince de Conti[14]
- François de Troy (1645–1730), Öl auf Leinwand, erstes Viertel des 18. Jahrhunderts, heute im Schloss Versailles[15]
- Antoine Crozat, Marquis du Chatel (1655–1738), Öl auf Leinwand, erstes Viertel des 18. Jahrhunderts, heute im Schloss Versailles (zugeschrieben)[16]
- Alexis Simon Belle, Selbstportrait, Öl auf Leinwand, erstes Viertel des 18. Jahrhunderts, heute im Schloss Versailles[17]
- Marie-Charlotte Sobieska,  1724[1]
- Charles Gabriel de Belsunce, Marquis von Castelmoron, Generalleutnant (1681–1739), Öl auf Leinwand, erstes Viertel des 18. Jahrhunderts, heute im Schloss Versailles[18]

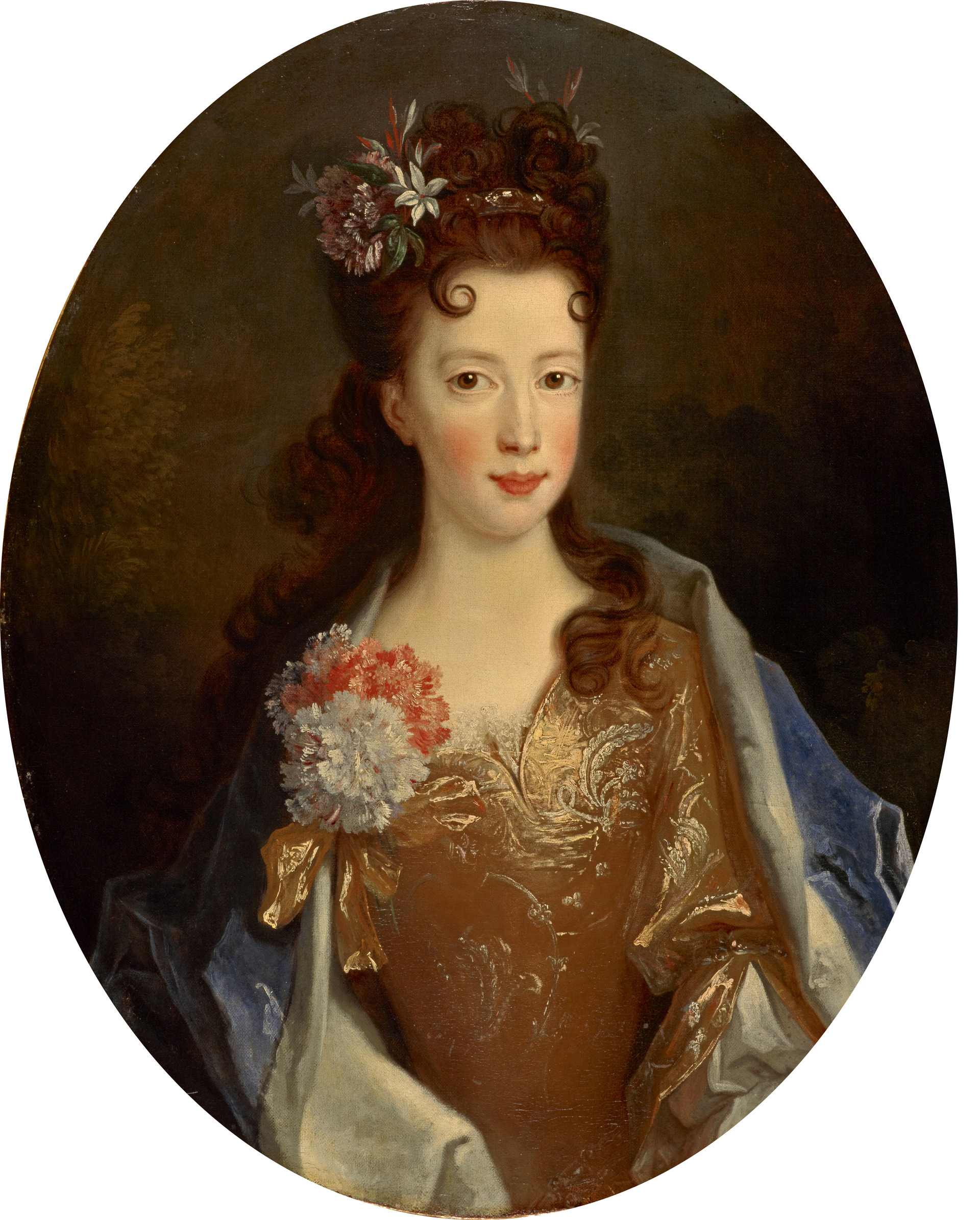
Porträt von Princess Louisa Maria Theresa Stuart von Belle, 1704